# 데이빗 파레우스

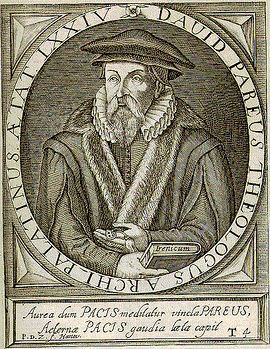
데이빗 파레우스

데이빗 파레우스 ( David Pareus; 1548년 12월 30일 - 1622년 6월 15일)는 독일의 개혁주의 신학자이다. 그는 자카리아스 우르시누스의 제자로 후에는 하이델베르크 대학교에서 교수가 되었다. 그는 의의 전가에 대하여 그리스도의 수동적 순종만이 사람의 의가 되고 죄의 사함만이 칭의의 전부가 된다고 주장하였다.
그는 자신의 주장에 대하여 같은 입장을 가진 자들을 나열하였는 데, 루터, 필리프 멜란히톤, 쯔빙글리, 하인리히 불링거, 존 칼빈, 피터 버미글리, 자카리아스 우르시누스등이다.